# 소원 신씨
소원 신씨(昭媛 辛氏)는 조선의 제15대 왕 광해군의 후궁이다.

## 생애
행 호군(行護軍) 신종술(辛宗述)과 종준(宗遵)은 【폐희(嬖姬) 신씨(辛氏)의 오빠인데, 【신씨는 바로 인빈 김씨(仁嬪金氏)의 표질녀(表姪女)이다.】 〈이에 앞서 김귀인(金貴人)이 후궁(後宮) 중에서 가장 많은 총애를 선왕에게 받았는데, 하루아침에 선왕의 건강이 악화되자 귀인이 뒷날 자신의 몸을 보전하지 못하게 될까 두려워하여 화를 면할 계책을 꾸미려 하였다. 이 때 신씨가〉 미색(美色)이 있는 데다 총명하다는 말을 듣고 〈그녀를 궁중으로 끌어들인 다음 동궁에 소속되게 하였는데,〉 상당히 문자를 이해하였다. 〈이 때에 이르러〉 마침내 총애를 독점하였는데 왕이 날마다 함께 돈내기 바둑을 두면서 정사를 팽개치고 보지 않은 탓으로 안에 계류된 공사가 무려 수백 건에 이르렀다. 그런데 종술이 이 총희 덕분에 역시 총애를 흠뻑 받아 당상의 지위에까지 오른 것이었다. 】 — 광해군일기［중초본］ 35권, 광해 2년 11월 16일 정사 3번째기사

무관 가문의 딸로, 부친은 판관 신현(辛鉉)이며 모친 수원 김씨는 김한우의 딸로 선조의 후궁 인빈 김씨의 언니이다. 앞서 인빈 김씨가 명종의 후궁이 된 이종 언니 경빈 이씨(문정왕후의 여시 출신)의 시중을 들기 위해 궁녀로 입궁했듯, 신씨 역시 이모 인빈 김씨에 의해 궁녀가 되었다가 당시 왕세자였던 광해군을 모시는 동궁(東宮) 나인이 됐다. 용모가 아름답고 총명한데다 한문(漢文)을 알아 인빈 김씨의 의도대로 곧 광해군의 총애를 얻게 되어 승은을 입었으며, 광해 1년에 숙원(淑媛: 내명부 종4품)이 됐다. 공기록엔 남아있지 않으나 숙종 때 동평위 정재륜(효종의 부마)이 지은 《공사견문록》에 그녀를 신소원으로 언급하고 있어 이후 소원(昭媛: 내명부 정4품)으로 진봉한 것으로 보인다.
인조반정으로 광해군이 폐위되자 신씨 역시 폐서인이 됐으나, 인조에게 있어 신씨가 곧 부친의 이종누이였고 실제로 신씨의 오빠인 신종술 등이 인조반정 후에도 멀쩡히 관직 생활을 유지하고 승봉을 거듭해  서인의 공분을 얻었던 것에 비춰 광해군의 여느 비빈들과는 달리 화를 피한 채 여생을 보낼 수 있었던 것으로 추정된다.

## 가족 관계
- 아버지 : 신현(辛鉉)
- 어머니 : 김한우(金漢佑)의 딸
- 이모 : 인빈 김씨
- 시아버지, 이모부 : 선조
  - 남편 : 광해군

### 참조주
1. ↑  광해군일기［중초본］ 17권, 광해 1년 6월 14일 계해 6번째기사
2. ↑  《공사견문록》 중 "(중략) 갑자기 그 주인을 배반하고 신소원(辛昭媛)의 방에 가서 의탁하고,"
3. ↑  승정원일기 15책 (탈초본 1책) 인조 4년 9월 27일 병신 12/14 기사 1626년 중 "辛宗述爲谷山郡守。"
4. ↑  승정원일기 100책 (탈초본 5책) 인조 26년 윤 3월 7일 임신 7/9 기사 중 "答院曰, 遞差。五衛將辛宗述·申景𥛚·金渾·金添齡事"

### 내용주
1. ↑  조선의 기록에서 "문자를 안다"고 함은 한자(漢字)로 쓰여진 서적 및 문서를 해독할 수 있음을 뜻한다.